# 世纪汇 (深圳)
深圳世紀匯（英文名稱：Century Place）是長江實業、和記黃埔和中航集團合作發展的商業項目。項目位於華強北商圈，佔地十萬多平方米，總建築面積約十八萬平方米，包括六萬平方米的商場「世紀匯」、七萬九平方米的辦公大樓「世紀匯廣場」，和四萬平方米的住宅「世紀匯—都會軒」。

## 歷史
項目前身為天虹商场深南店，於1984年開業，是深圳最早的百貨公司之一。2008年，天虹商场深南店結業重建，原址由天虹百貨母公司中航集團與長江實業、和記黃埔合作發展。

## 商場
世紀匯樓高七層，包括B1至L6層，合共約有160間商舖。商場以天虹百貨旗下的君尚百貨為主力店舖，佔L1至L5五層部分樓面。君尚百貨結業後，樓面被拆細，L1層向深南大道的一邊租予Adidas作旗艦店。商場B1層設有地下通道連接中航城君尚購物中心。

## 寫字樓
世紀匯廣場樓高48層，提供約1400至2100平方米的單位，每層樓高約3米。

## 住宅
世紀匯—都會軒提供約600個一房至四房毛坯單位。

## 停車場
三層地下停車場設在B2層至B4層，共提供約一千個泊車位。
於2014年，停車場收費為首小時15元，第二小時起每小時5元，如在商場消費，可享有最多兩小時泊車優惠。

## 交通
商場B1層設有地下通道連接深圳地鐵1號線華強路站B出口。此外，項目附近的深南大道、華富路有不少公交路線途經。而從項目步行約300米可到達深圳地鐵2號線／深圳地鐵7號線的華強北站。